# آلیشیا دلگادو
آلیشیا لویزا دلگادو هیلاریو، معروف به آلیشیا دلگادو (زاده ۶ مه ۱۹۵۹ - درگذشته ۲۴ ژوئن ۲۰۰۹)، خواننده‌ای فولکلور از پرو بود که برخی او را یکی از بنیان‌گذاران استفاده از چنگ در موسیقی فولکلوریک این کشور می‌دانند.

## زندگی
آلیشیا دلگادو در ۶ مه ۱۹۵۹ در شهر تاوکور، واقع در استان اویون لیما، از زنوبیو دلگادو و سانتا هیلاریو متولد شد.
او فعالیت هنری خود را با حمایت توتیتا کروز، هنرمند برجسته، آغاز کرد. کروز او را به الادیو اوبیسبو اورتا، دی‌جی مشهور رادیویی و استعدادیاب، معرفی کرد. دلگادو برای اولین بار در برنامه "Así Canta Mi Pueblo" با همراهی استاد فقید پلایو والجو مقابل میکروفون آواز خواند. در ۱۱ فوریه ۱۹۷۵، زمانی که تنها ۱۶ سال داشت، اولین ضبط حرفه‌ای خود را زیر نظر هنرمند و تهیه‌کننده آنجل داماسو انجام داد و آهنگ موفق "Un Fracaso en la Vida" را منتشر کرد.
در بیشتر دوران حرفه‌ای‌اش، دلگادو به ترویج موسیقی محلی آند در آمریکای جنوبی پرداخت. او در زادگاهش پرو و کشورهای همسایه ازجمله شیلی، اکوادور و بولیوی به شهرت رسید و از این طریق لقب «پرینسسا دل فولکلور پروانو» (شاهزاده موسیقی فولکلور پرو) را کسب کرد. در طول دوران حرفه‌ای خود، بیش از هزار آهنگ فولکلور پرویی اجرا کرد.
دلگادو با روبن رتوئرتو ازدواج کرد و صاحب پسری به نام جونیور رتوئرتو دلگادو شد. او سال‌های زیادی را در ایالات متحده گذراند و موفقیت‌های بسیاری به دست آورد. در سال‌های پایانی زندگی، رابطه نزدیکی با آبنشیا مزا، یکی دیگر از خوانندگان سنتی پرو، داشت. این دو بدون سروصدا یک آپارتمان مشترک خریدند و مزا و عموم مردم بارها اذعان کردند که رابطه آن‌ها بسیار صمیمی است، هرچند دلگادو هرگز به‌طور علنی تأیید نکرد که رابطه‌شان فراتر از دوستی است.
در ۲۵ ژوئن ۲۰۰۹، جسد دلگادو در خانه‌اش در منطقه سانتیاگو دِ سورکو، لیما پیدا شد. بررسی‌های اولیه نشان داد که او بر اثر ضربات متعدد چاقو به قتل رسیده است. مظنون اصلی این پرونده، پدرو سزار مامانچورا آنتونز، راننده دلگادو بود که پس از قتل ناپدید شد.بااین‌حال، بسیاری تصور می‌کردند که مزا مسئول اصلی این جنایت است.
پس از دستگیری، مامانچورا ادعا کرد که مزا به او پول داده تا دلگادو را به قتل برساند، اما این شهادت به دلیل عدم حضور وکیلش، غیرقابل استناد اعلام شد. در مصاحبه‌های بعدی با پلیس، او اعتراف قبلی خود را پس گرفت و مزا از اتهام قتل تبرئه شد.
بااین‌حال، در نهایت مزا به جرم قتل دلگادو به ۳۰ سال زندان محکوم شد.

## آهنگ‌های منتخب
- "سرطان آمور"
- "ناامیدی غم انگیز"
- "Mi Escritorio"
- "بهشت و تو"
- "کوئین توما ماس که یو"
- "کویلابامبینو"
- "پیدرا رسبالوسا"
- "ریو چورین"
- "هوراکانسیتو"

## دیسکوگرافی
- آلیشیا دلگادو
- بانو اوستدس…
- نووا ویدا
- اصالت آواز پروانه
- مادام دل هواینو
- شاهزاده خانم هوینا کاجاتامبینو
- شوالیه هارپ: ادواردو دلگادو
- کنسرت عمومی با شاهزاده خانم ابدی
- دل پرو پارا ال موندو
- باز هم تنهایی
- شاهزاده خانم فولکلور پرو
- زندگی برای جهان آواز می‌خواند
- خداحافظ، خداحافظ، زیبای من